# Zóminthos
Zóminthos (en griego, Ζώμινθος) es un yacimiento arqueológico del municipio de Anoguia, en la isla de Creta (Grecia), que contiene restos de la civilización minoica. Se encuentra aproximadamente a unos 1200 m de altitud. En 2025 fue nombrado Patrimonio de la Humanidad por la UNESCO, junto a otros lugares de la cultura minoica.
El sitio arqueológico fue descubierto en 1982 por el arqueólogo griego Yannis Sakellarakis, por indicación de un pastor, mientras estaba excavando en la cercana Cueva de Zeus. Desde entonces se han llevado a cabo sucesivas campañas de excavaciones. Tras el fallecimiento de Yannis Sakellarakis, estas pasaron a ser dirigidas por Efi Sapouna. Algunos de los hallazgos se exhiben en el Museo Arqueológico de Rétino.
Las excavaciones han sacado a la luz los restos de un asentamiento que estuvo ocupado desde aproximadamente 1900 a. C. Destaca en él un gran edificio central de carácter palacial de 1800 m² que tenía al menos dos pisos, 120 habitaciones y algunos de sus muros estaban decorados con frescos. Entre los hallazgos de este lugar se encuentran cerámica, huesos de animales, fragmentos de madera carbonizada, sellos, joyas, objetos de bronce, inscripciones jeroglíficas y en lineal A, talleres (uno de cerámica, otro de fabricación de cristal de cuarzo y otro de tratamiento de cobre) e indicios de un sistema de drenaje.
Se estima que Zóminthos fue un centro político, cultural, económico y religioso, donde estaba instalado el sacerdocio de la cueva de Zeus en las épocas en que esta era inaccesible por la climatología, y posiblemente el lugar servía de área de descanso para los peregrinos que iban a la mencionada cueva. También se ha relacionado el lugar con las ovejas que figuran en muchas tablillas de lineal B de Cnosos, de modo que se cree que Zóminthos podría haber sido el lugar utilizado como centro ganadero de la región.
El asentamiento fue destruido por un terremoto hacia el año 1600 a. C. aunque hay hallazgos del gran edificio central que indican que este sitio continuó siendo utilizado desde el periodo micénico hasta el romano.